# Nhâm Ngọ
Nhâm Ngọ (chữ Hán: 壬午) là kết hợp thứ 19 trong hệ thống đánh số Can Chi của người Á Đông. Nó được kết hợp từ thiên can Nhâm (Thủy dương) và địa chi Ngọ (Ngựa). Trong chu kỳ của lịch Trung Quốc, nó xuất hiện trước Quý Mùi và sau Tân Tỵ.

## Các năm Nhâm Ngọ
Giữa năm 1702 và 2182, những năm sau đây là năm Nhâm Ngọ (lưu ý ngày được đưa ra được tính theo lịch Việt Nam, chưa được sử dụng trước năm 1967):
- 1702
- 1762
- 1822
- 1882
- 1942 (15 tháng 2, 1942 – 4 tháng 2, 1943)
- 2002 (12 tháng 2, 2002 – 31 tháng 1, 2003)
- 2062 (9 tháng 2, 2062 – 28 tháng 1, 2063)
- 2122
- 2182

## Sự kiện năm Nhâm Ngọ
Năm Nhâm Ngọ 1762, người đỗ đầu kỳ thi Hương, gọi là Giải Nguyên, tại trường thi Nam Định là Trần Bỉnh Ngạn, tự Đoan Nhã, hiệu Chân Hiên tiên sinh, quê tại thôn Nội, xã Thứ Nhất, huyện Nam Chân, tổng Cổ Gia phủ Thiên Trường. Ông sinh năm 1735, đỗ Giải Nguyên năm 27 tuổi, mất năm 1766, thọ 32 tuổi.
Trận hải chiến quan trọng Midway năm Nhâm Ngọ 1942 trong Chiến tranh thế giới thứ hai tại chiến trường Thái Bình Dương.  
Năm Nhâm Ngọ 2002, hoạt động đối ngoại được triển khai dồn dập và trên bình diện rộng, ghi dấu ấn đậm trong lịch sử ngoại giao Việt Nam. Trong năm có 19 đoàn nguyên thủ các nước vào thăm Việt Nam. Các vị lãnh đạo cao cấp nhất của Đảng, Nhà nước, Chính phủ Việt Nam đã thăm hữu nghị chính thức 26 nước và tham dự 4 Hội nghị Quốc tế quan trọng, đóng góp thiết thực vào các Diễn dàn, Tổ chức khu vực, Quốc tế như ASEAN-8 (Campuchia), ASEM-4 (Đan Mạch), APEC-10 (Mehico), Cộng đồng Pháp ngữ (Libăng), đồng thời Quốc hội Việt Nam đã tổ chức thành công Đại hội đồng AIPO lần thứ 23 tại Hà Nội. Cùng với đó là chủ trương xây dựng Nhà máy thủy điện Sơn La được thông qua lần cuối cùng tại kỳ họp thứ hai Quốc hội khóa 11. Đây là một công trình thủy điện vào loại lớn nhất Đông Nam Á, khi hoàn tất, không chỉ cấp điện với công suất 2.400 MW mà còn góp phần chống lũ, cấp nước cho Hà Nội, đồng bằng sông Hồng và góp phần phát triển kinh tế-xã hội trên vùng Tây Bắc rộng lớn của Tổ quốc.